# Ядерное испытание № 143
Ядерное испытание № 143 — второе советское подземное ядерное испытание, проведённое 2 февраля 1962 года на Семипалатинском ядерном полигоне на площадке Дегелен в штольне А-1. Испытание проводилось с целью изучения поражающих факторов подземного ядерного взрыва на различные инженерные сооружения и военную технику. 
Эксперимент проводило НИИ-1011. Для испытания использовался ядерный заряд мощностью 15 килотонн.